# Кезький район
Ке́зький район (рос. Кезский район, удм. Кез ёрос) — муніципальний округ в складі Удмуртської Республіки Російської Федерації. Адміністративний центр — селище Кез.
Округ розташований на північному сході республіки, межує з Балезінським, Ігринським та Дебьоським районами Удмуртії, та з Пермським краєм. Територія округу розташована на Верхньокамській височині, саме тут знаходиться найвища точка всієї республіки — 331 м. По округу протікають такі річки як Кама, Лип, Юс, Пизеп та багато інших.

## Історія
В минулому місцевість сучасного округу була вкрита лісами. Єдиним шляхом сполучення через ці ліси були річки. Заселення лісових зон було довгим та складним. Першими людьми були представники ананьїнської та п'яноборської культур, які прийшли сюди з верхів'їв та середньої течії Ками. Ці дві культури в результаті утворили народність удмуртів. До земель північних удмуртів стали проявляти зацікавленість волзькі булгари, а пізніше і росіяни. На межі XII–XIII століть починається заселення вихідцями з російських князівств. Старообрядники розселились на значній території і суттєво вплинули на культури округу, загальна кількість їх тоді становила понад 3 тис. осіб.
На території округу збереглись унікальні пам'ятки історії, архітектури та культури. Це 4 городища та 10 могильників, які вивчені археологами та дозволяють чітко представити побут життя предків. Сибірський тракт по території округу проходить через села Юрук, Озон, Бані, Полом; по ньому в свій час проїжджали правителі Росії — Катерина II, Олександр I та майбутній цар Олександр II у супроводі свого наставника — поета Василя Жуковського. Ним же відправляли до Сибіру і каторжників. В селі Полом зберігся етапний пункт. Будівництво залізниці 1899 року призвело до покращення економіки округу. В глухому лісисто-болотистому краї було обрано місце для станції поблизу річки для будівництва водокачки для заправки паротягів водою. Так на річці Лип виникла станція Кез, а біля неї і селище. Датою заснування селища прийнято називати 1 листопада, коли станція та і вся залізниця була здана до експлуатації.
Кезький район утворений 15 липня 1929 року з 23 сільрад Балезінської, Липської, Поломської та Юсівської волостей Глазовського повіту. 1935 року зі складу району виділено Кулігинський район. 1956 року останній був ліквідований, до складу Кезького району передано частину сільрад. 1962 року утворено укрупнений Кезький район, до складу якого увійшли сільради ліквідованих Дебьоського та Карсовайського районів. 1965 року Кезький район повернувся в старі межі.
Станом на 2002 рік:
- існувала Абросятська сільська рада, яка увійшла до складу Степаньонського сільського поселення
- існувала Великокезька сільська рада, яка була перетворена у Сосновоборське сільське поселення
- існували Пажманська сільська рада та Пужмеська сільська рада, які утворили Ключевське сільське поселення, при цьому зі складу Великокезьскої сільської ради передано присілки Верх-Уді та Ключевське
- існували Стеньгуртська сільська рада та Сигинська сільська рада, які увійшли до складу Сосновоборського сільського поселення
- існували Тортимська сільська рада та Удмурт-Зязьгорська сільська рада, які утворили Сюрзинське сільське поселення
- певна частина Юскинського сільського поселення перебувала у складі Кузьминської сільської ради

2021 року Кезький район був перетворений в муніципальний округ зі збереженням старої назви, при цьому були ліквідовані усі сільські поселення:
| Поселення                         | Площа, км² | Населення, осіб (2002) | Населення, осіб (2010) | Населення, осіб (2019) | Центр          | Населені пункти |
| --------------------------------- | ---------- | ---------------------- | ---------------------- | ---------------------- | -------------- | --------------- |
| Великоолипське сільське поселення | 144,75     | 1272                   | 1022                   | 825                    | Великий Олип   | 10              |
| Гиїнське сільське поселення       | 132,74     | 733                    | 514                    | 403                    | Стара Гия      | 6               |
| Кабалудське сільське поселення    | 10,31      | 694                    | 538                    | 388                    | Кабалуд        | 1               |
| Кезьке сільське поселення         | 18,88      | 10920                  | 11082                  | 10696                  | Кез            | 2               |
| Ключевське сільське поселення     | 161,52     | 1221                   | 981                    | 870                    | Ключевське     | 9               |
| Кузьминське сільське поселення    | 213,29     | 1458                   | 1091                   | 771                    | Кузьма         | 9               |
| Кулігинське сільське поселення    | 156,64     | 1493                   | 1176                   | 869                    | Куліга         | 10              |
| Мисівське сільське поселення      | 98,44      | 480                    | 362                    | 239                    | Миси           | 12              |
| Новоунтемське сільське поселення  | 109,04     | 768                    | 507                    | 364                    | Новий Унтем    | 4               |
| Поломське сільське поселення      | 132,20     | 1134                   | 765                    | 500                    | Полом          | 6               |
| Сосновоборське сільське поселення | 279,38     | 1264                   | 917                    | 755                    | Сосновий Бор   | 14              |
| Степаньонське сільське поселення  | 364,85     | 946                    | 743                    | 627                    | Степаньонки    | 20              |
| Сюрзинське сільське поселення     | 178,79     | 587                    | 392                    | 237                    | Удмурт-Зязьгор | 9               |
| Чепецьке сільське поселення       | 195,31     | 2638                   | 2202                   | 1838                   | Чепца          | 11              |
| Юскинське сільське поселення      | 124,88     | 838                    | 619                    | 515                    | Юски           | 13              |

## Населення
Населення — 19891 особа (2019; 22911 в 2010, 26446 у 2002).
Національний склад згідно з даними перепису 2002 року:
- удмурти — 68 %
- росіяни — 30 %
- татари — 1 %

## Господарство

### Сільське господарство
Основною галуззю господарства району є сільське господарство. Населення займається як тваринництвом, так і рослинництвом. Серед найбільших агропідприємств ТОВ «Труд», ТОВ «Куліга», ТОВ «Кузьминське», ТОВ «Кезьке», СГП «Мир», ТОВ «Миси», колгоспи «Союз» та «Прожектор». Всього в районі функціонує 61 фермерське господарство.

### Промисловість
Промисловість району зосереджена в основному на переробці сільськогосподарської продукції. Серед найбільших підприємств Кезькі харчокомбінат, елеватор, сироробний завод та хлібокомбінат. Всього в районі працює 12 промислових підприємств. Більшість підприємств зайнята в лісозаготівлі та деревообробці. До таких підприємств відносяться ВАТ «Кезький лісоорс», ЗАТ «Ліскор», ДУП «Кезький ліспромгосп», ВАТ «Російський ліс», Кезький сільський лісгосп та ЗАТ «Чепецька меблева фабрика». Також в селищі діють льонопереробний завод. В минулому в Кезі працював крохмалепаточний завод. Розвинене в районі також і будівництво, головними підприємствами якого є Кезька буддільниця та будівельна дорожня ПМК.

### Транспорт
Район має одну автостанцію в районному центрі, яка здійснює сполучення із столицею республіки та сусідніми населеними пунктами за такими напрямками: Іжевськ, Глазов, Воткінськ, Дебьоси, Стара Гия та Куліга. В районі на залізниці Кіров-Перм збудовано 4 залізничні станції — Чепца, Кез, Кабалуд та Кузьма. Через них проходять потяги, які сполучають район як із сусідніми великими містами, так і з іншими містами Росії та України.

### Соціальна сфера
Серед закладів освіти в районі діють 19 шкіл, в тому числі 13 середніх та Озоно-Чепецька школа-інтернат, 17 дитячих садочків, професійне училище № 50. До закладів додаткової освіти відносяться музична школа та центр дитячої творчості.
Медичну допомогу населенню району здійснюють 4 лікарні та 33 ФАПи. Також в районі діють 30 будинків культури та клубів, 17 бібліотек та 2 музеї.

## Населені пункти
| №   | Місто                  | Населення, осіб (2002) | Населення, осіб (2010) |
| --- | ---------------------- | ---------------------- | ---------------------- |
| 1   | Абраменки              | 22                     | 26                     |
| 2   | Абросята               | 66                     | 3                      |
| 3   | Адямігурт              | 52                     | 59                     |
| 4   | Акчашур                | 2                      | 1                      |
| 5   | Александрово           | 309                    | 271                    |
| 6   | Андрієвський           | 1                      | 0                      |
| 7   | Анюшино                | 5                      | 5                      |
| -   | Артеменки              | 4                      | -                      |
| 8   | Архипово               | 1                      | 0                      |
| 9   | Асан                   | 50                     | 30                     |
| 10  | Балуй                  | 26                     | 15                     |
| 11  | Бані                   | 61                     | 42                     |
| 12  | Березники              | 26                     | 15                     |
| 13  | Брагино                | 11                     | 8                      |
| 14  | Бузмаки                | 66                     | 49                     |
| 15  | Ванялуд                | 20                     | 8                      |
| 16  | Великий Олип           | 254                    | 208                    |
| 17  | Верхній Пінькай        | 61                     | 39                     |
| 18  | Верхній Тортим         | 21                     | 8                      |
| 19  | Верхня Дирпа           | 59                     | 32                     |
| 20  | Верх-Сига              | 114                    | 99                     |
| 21  | Верх-Уді               | 91                     | 60                     |
| 22  | Вортча                 | 134                    | 113                    |
| 23  | Гавшино                | 18                     | 15                     |
| 24  | Гиявир                 | 67                     | 42                     |
| 25  | Гладко                 | 30                     | 20                     |
| 26  | Гонка                  | 57                     | 43                     |
| 27  | Гулейшур               | 31                     | 26                     |
| 28  | Гуркошур               | 110                    | 91                     |
| 29  | Дирпа                  | 268                    | 185                    |
| -   | Дома 1326 км           | 0                      | -                      |
| 30  | Дома 1242 км           | 7                      | 2                      |
| 31  | Доронята               | 97                     | 66                     |
| 32  | Єгори                  | 25                     | 16                     |
| 33  | Єфимята                | 16                     | 0                      |
| 34  | Єфремово               | 32                     | 9                      |
| 35  | Желонка                | 35                     | 31                     |
| 36  | Желтопі                | 337                    | 282                    |
| 37  | Жерноково              | 46                     | 46                     |
| 38  | Жернопі                | 6                      | 0                      |
| 39  | Зінковський            | 25                     | 17                     |
| -   | Зуда                   | 2                      | -                      |
| 40  | Зючлуд                 | 40                     | 25                     |
| 41  | Ізошур                 | 6                      | 0                      |
| 42  | Ільмово                | 24                     | 0                      |
| 43  | Ільявир                | 22                     | 17                     |
| 44  | Кабалуд                | 694                    | 538                    |
| 45  | Кагушенки              | 9                      | 10                     |
| 46  | Калеман                | 9                      | 7                      |
| 47  | Камижево               | 190                    | 144                    |
| 48  | Каракулино             | 11                     | 0                      |
| 49  | Кваляшур               | 4                      | 0                      |
| 50  | Квасер                 | 53                     | 37                     |
| 51  | Кез                    | 10913                  | 11080                  |
| 52  | Кездур                 | 135                    | 128                    |
| 53  | Кіренки                | 4                      | 2                      |
| 54  | Ключевське             | 107                    | 119                    |
| 55  | Ключі                  | 342                    | 199                    |
| 56  | Ковальово              | 50                     | 40                     |
| 57  | Коркаяг                | 22                     | 13                     |
| 58  | Косогор                | 3                      | 1                      |
| 59  | Костим                 | 2                      | 0                      |
| 60  | Крутий Лог             | 32                     | 21                     |
| 61  | Кузьма (село)          | 680                    | 510                    |
| 62  | Кузьма (присілок)      | 68                     | 52                     |
| 63  | Куліга                 | 1108                   | 897                    |
| 64  | Левино                 | 23                     | 19                     |
| 65  | Левиногар              | 115                    | 88                     |
| 66  | Лев'ятський            | 28                     | 14                     |
| 67  | Лизмувир               | 1                      | 0                      |
| 68  | Лип-Булатово           | 183                    | 161                    |
| 69  | Липовка                | 201                    | 124                    |
| 70  | Луд'яг                 | 65                     | 40                     |
| 71  | Майори                 | 6                      | 1                      |
| -   | Макари                 | 0                      | -                      |
| 72  | Мале Медло             | 89                     | 45                     |
| 73  | Малий Олип             | 32                     | 28                     |
| 74  | Малий Полом            | 100                    | 42                     |
| 75  | Малий Пужмезь          | 27                     | 25                     |
| 76  | Матисьлуд              | 55                     | 19                     |
| 77  | Медьма (Гиїнське)      | 95                     | 53                     |
| 78  | Медьма (Поломське)     | 18                     | 7                      |
| -   | Мис                    | 0                      | -                      |
| 79  | Миси                   | 240                    | 183                    |
| 80  | Митенки                | 4                      | 4                      |
| 81  | Надежда                | 19                     | 9                      |
| 82  | Нижній Пінькай         | 14                     | 3                      |
| 83  | Нікітино               | 1                      | 2                      |
| 84  | Нова Гия               | 185                    | 150                    |
| 85  | Новий Пажман           | 83                     | 68                     |
| 86  | Новий Унтем            | 173                    | 146                    |
| 87  | Озон                   | 365                    | 325                    |
| 88  | Орішата                | 15                     | 4                      |
| 89  | Осіньчуги              | 18                     | 17                     |
| 90  | Пажман                 | 229                    | 162                    |
| 91  | Петроконово            | 24                     | 23                     |
| 92  | Пікша                  | 58                     | 41                     |
| 93  | Подшур                 | 4                      | 0                      |
| 94  | Полом                  | 378                    | 309                    |
| 95  | Поломське              | 563                    | 365                    |
| 96  | Пронята                | 11                     | 8                      |
| 97  | Пужмезь                | 355                    | 316                    |
| 98  | Руський Зязьгор        | 45                     | 22                     |
| 99  | Саватята               | 30                     | 18                     |
| 100 | Самки                  | 2                      | 0                      |
| 101 | Сига-1                 | 36                     | 29                     |
| 102 | Сига-2                 | 215                    | 118                    |
| 103 | Сига-3                 | 91                     | 69                     |
| 104 | Сидори                 | 19                     | 11                     |
| 105 | Симаченки              | 8                      | 5                      |
| 106 | Сосновий Бор           | 126                    | 139                    |
| 107 | Спірьониші             | 38                     | 14                     |
| 108 | Стара Гия              | 327                    | 233                    |
| 109 | Старий Пажман          | 24                     | 22                     |
| 110 | Старий Унтем           | 84                     | 46                     |
| 111 | Стеньгурт              | 190                    | 116                    |
| 112 | Степаньонки            | 389                    | 366                    |
| 113 | Сурдовай               | 64                     | 55                     |
| 114 | Сюрзі                  | 27                     | 35                     |
| 115 | Тамаченки              | 82                     | 59                     |
| 116 | Таньонки               | 130                    | 80                     |
| -   | Терешино               | 3                      | -                      |
| 117 | Тилошур                | 6                      | 3                      |
| 118 | Тимени                 | 192                    | 183                    |
| 119 | Тольйон                | 43                     | 27                     |
| 120 | Тортим                 | 155                    | 90                     |
| 121 | Уді                    | 129                    | 79                     |
| 122 | Удмурт-Зязьгор         | 241                    | 196                    |
| 123 | Фарафоново             | 4                      | 6                      |
| 124 | Філинці                | 128                    | 76                     |
| 125 | Фокай                  | 61                     | 49                     |
| 126 | Чекшур                 | 26                     | 32                     |
| 127 | Чепца                  | 1742                   | 1459                   |
| 128 | Чурино                 | 99                     | 56                     |
| 129 | Шуралуд                | 17                     | 9                      |
| 130 | Юклята (Кулігинське)   | 11                     | 5                      |
| 131 | Юклята (Степаньонське) | 2                      | 2                      |
| 132 | Юрук                   | 84                     | 71                     |
| 133 | Юски                   | 316                    | 294                    |
| 134 | Ю-Тольйон              | 169                    | 116                    |
| 135 | Ю-Чаб'я                | 111                    | 91                     |
| -   | Ярково                 | 0                      | -                      |
| 136 | Ярунь                  | 10                     | 7                      |

## Туристичні об'єкти
Район не дуже привабливий для туризму, в основному історичного. Хоча в районі туристів можуть зацікавити деякі об'єкти:
- Витік річки Кама, який знаходиться біля села Куліга. Місце облаштоване клумбами, прокладені стежки, встановлені лавки, бесідки, сцена. Сам витік утворений 8-метровою криницею, з якого по трубі витікає вода. Криниця прикрита зверху будинком;
- Кіздурські водоспади;
- Музей старообрядницької культури в селі Куліга. За деякими даними він знаходиться на обліку ЮНЕСКО, але документальних підтверджень цього немає. Однак музей популярний, сюди приїжджають гості з інших регіонів Росії, а також країн колишнього СРСР, Італії, Франції, Румунії та США;
- Музей імені Поскребишева в селищі Кез відомого удмуртського поета;
- Пам'ятник Олександру II в селі Полом кінця XIX століття. Незвичність його в тому, що мармурову стелу, яка раніше мала ще й бюст царя (але його знесли під час становлення радянської влади), встановили за ініціативи селян, які були вдячні царю за відміну кріпосницького права;
- В самому селищі Кез встановлено багато пам'ятників воїнам Другої світової війни та афганського конфлікту.